# Antilopa žirafí
Antilopa žirafí (Litocranius walleri), dříve zvaná též antilopa masajská, nebo domorodým názvem gerenuk (pocházejícího ze somálského názvu garanuug, což a v doslovném překladu znamená žirafokrká), je velká, ale štíhlá antilopa rozšířená v suchých, keři porostlých krajinách na území Džibuti, Etiopie, Keni, Somálska a Tanzanie. 
Jedná se také o jediného představitele rodu Litocranius.

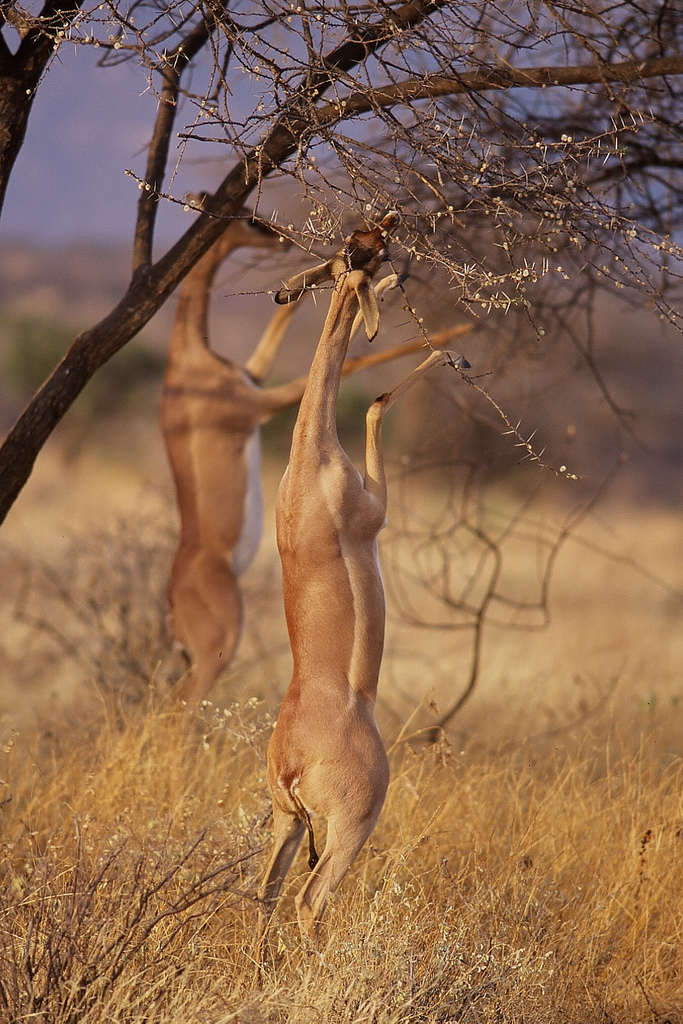
Dvojice krmících se antilop žirafích

Dorůstá průměrné délky kolem 150 cm, samci jsou přitom větší než samice. Hmotnost u samců se pak pohybuje kolem 45 kg, zatímco u samic pouze kolem 30 kg. Je vysoká a štíhlá, s dlouhýma nohama. Jejím nejvýraznějším znakem je dlouhý krk (odtud český druhový název) a malá, zašpičatělá hlava s velkýma očima a ušima. Hřbet má tmavě hnědý, břicho světlé a ocas černý. Rohy dorůstající až 35 cm mají typický lyrovitý tvar a nosí je pouze samci, kteří se od samic dále liší mohutnějším krkem a často tmavším zbarvením.
Antilopa žirafí dokáže získat potravu z vyšších stromů, než většina ostatních druhů antilop a gazel. Umožňuje jí to její neobvyklá krmící taktika, při které se postaví na zadní končetiny a natahuje přitom svůj dlouhý krk. Většinu potravy u ní tvoří traviny a listy, zvláště akácií a keřů rodu Commiphora nebo Premna, ale požírá též pupeny, květy nebo plody. Díky faktu, že je zcela nezávislá na vodě, kterou získává právě z potravy, dokáže přežít i ve velmi suchých lokalitách.
Páření může u tohoto druhu probíhat kdykoli během roku. Samice dosahují pohlavní dospělosti ve věku 1 roku, samci pak až v 1,5 roce. Samice je březí 7 měsíců a rodí jediné mládě, které po narození váží zhruba 3 kg. V přírodě se antilopa žirafí dožívá asi 8 let, v zajetí pak i více než 13 let.
V zoologických zahradách patří k nejchoulostivějším chovancům a je chována velmi zřídka.